# Kentish Town
Kentish Town est un quartier du nord-ouest de londonien situé dans le Borough londonien de Camden, à proximité de Hampstead Heath.
Kentish Town tire probablement son nom de Ken-ditch ou Caen-ditch, qui signifie le « lit d'une voie navigable ». La zone était à l'origine une petite colonie sur la rivière Fleet, mentionnée pour la première fois en 1207. Le début du XIXe siècle a apporté une modernisation à la région, qui est devenue une station balnéaire populaire en raison de sa facilité d'accès depuis Londres. Notamment, Karl Marx a résidé au 46 Grafton Terrace à Kentish Town à partir de 1856.
La zone a connu un développement supplémentaire après la Seconde Guerre mondiale et possède une riche histoire de représentation politique, le siège de Holborn et St Pancras étant occupé par le Premier ministre du Parti travailliste Keir Starmer en juillet 2024. Kentish Town a également été un lieu de tournage populaire pour divers films et émissions de télévision.

## Toponymie
Le nom de Kentish Town est probablement dérivé de Ken-ditch ou Caen-ditch, qui signifie le « lit d'une voie navigable » et n'a par ailleurs aucun rapport avec le comté anglais du Kent. En recherchant la signification de Ken-ditch, il a également été noté que ken est le mot celtique pour « vert » et « rivière », tandis que ditch fait référence à la rivière Fleet, aujourd'hui une rivière souterraine. Cependant, une autre théorie est que le nom vient de sa position près de la rivière Fleet ; il a été suggéré que Kentish Town, qui se trouve entre deux fourches de la Fleet, tire son nom de cant ou cantle (du moyen anglais signifiant « coin »),.

## Localisation

### Enseignement
Le Collège français bilingue de Londres est situé dans le quartier de Kentish Town.